# Bling Ring (banda)
Il Bling Ring (soprannominato dai media statunitensi anche come Hollywood Hills Burglar Bunch, The Burglar Bunch e Hollywood Hills Burglars) era un gruppo di ladri, formato da sette adolescenti e giovani adulti con base a Calabasas, in California. In un periodo compreso tra ottobre 2008 e agosto 2009 svaligiarono le abitazioni di alcune celebrità dello spettacolo per un bottino complessivo di circa 3 milioni di dollari in contanti e beni di lusso. La vittima principale di questi furti fu Paris Hilton, derubata più volte, ma secondo gli inquirenti è probabile che la banda abbia effettuato furti in oltre cinquanta abitazioni.

## I membri della banda

### Rachel Lее
Leader del gruppo, Lee viveva a Calabasas con la madre e la sorella maggiore. Sebbene cresciuta in condizioni agiate, già prima dei furti nelle case dei vip aveva avuto problemi con la legge, per furto. Ha organizzato quasi tutti i furti eseguiti dalla banda, entrando nelle abitazioni delle celebrità ogni qual volta desiderava nuovi capi d'abbigliamento.

### Nicholas Frank Prugo
Descritto come un ragazzo timido e senza amici, era sottoposto a cure farmaceutiche per combattere ansia e ADHD. Conobbe Rachel Lee a scuola e legarono molto in quanto entrambi appassionati di moda. Lee introdusse Prugo nel suo giro di conoscenze, che portò quest'ultimo a una vita notturna molto attiva e al consumo frequente di droghe. Stando alle sue confessioni, fu Lee a proporre il primo furto a casa di un loro conoscente residente a Woodland Hills che sapevano essere fuori città in quei giorni. Prugo ha affermato di aver accettato la proposta per non perdere l'amicizia di Lee. Durante il primo furto trovarono 8 000$ in contanti, che usarono il giorno successivo per fare shopping a Rodeo Drive. La coppia, con frequenza quasi giornaliera, iniziò anche a rubare soldi e carte di credito dalle automobili. Prugo è stato condannato a due anni di reclusione.

### Alexis Neiers
Nata a Los Angeles il 20 giugno 1991, faceva parte della cerchia di amicizie di Lee. Ha affermato di aver sempre saputo dell'attività criminosa dei suoi amici, ma di aver di fatto partecipato involontariamente a un solo furto quando, del tutto ubriaca, fu portata da Prugo a svaligiare la villa di Orlando Bloom. Nonostante ciò, la polizia ha trovato nella sua abitazione degli oggetti trafugati dalle abitazioni delle star, inoltre è stata ripresa da una videocamera di sicurezza mentre abbandonava la scena del crimine con alcune borse rubate.
L'8 dicembre 2011, Alexis ha partecipato a un episodio di Nik Richie radio sul sito www.thedirty.com. Ha ammesso di essere stata dipendente da eroina, Xanax, alcool e OxyContin durante le riprese di Pretty Wild. Sostenne anche di essere stata molestata sessualmente da bambina, il che ha contribuito ai suoi problemi di droga. Disse di avere smesso di parlare alla sua ex co-star e "sorella" Tess Taylor, oltre ad essere sobria da due anni. Nel mese di aprile 2012, Alexis ha sposato Evan Haines, un uomo d'affari canadese, in Messico.

### Diana Tamayo
Presidentessa degli studenti alle scuole superiori di Indian Hills nel 2008, secondo la polizia sarebbe entrata negli Stati Uniti dal Messico sprovvista di documenti. Grazie alle sue ridotte dimensioni fisiche, ha aiutato i complici a svaligiare una villa aprendo dall'interno la porta d'ingresso dopo essere passata dalla gattaiola.

### Courtney Ames
Courtney Ames, il cui patrigno è il pugile Randy Shields, era un'amica di vecchia data di Lee. Ha introdotto nella banda Lopez e Ajar.

### Johnny Ajar
Johnny Ajar, un ex-detenuto per spaccio di droga, non è stato ritenuto colpevole dei furti commessi dalla banda. Ames, all'epoca la sua ragazza, lo aveva reclutato nel gruppo per rivendere gli oggetti rubati durante le varie effrazioni.

### Roy Lopez, Jr.
Roy Lopez e Ames lavoravano insieme in un ristorante a Calabasas. Lopez si è occupato principalmente di rivendere la merce rubata, ma ha partecipato anche a un furto nella villa di Paris Hilton, da cui ha sottratto gioielli per un valore di 2 milioni di dollari.

## Le vittime
I membri della banda derubavano celebrità da loro considerate vere e proprie icone della moda. Grazie a Google Maps e al sito web celebrityaddressaerial.com individuavano l'abitazione della vittima e, sempre grazie al web o alla televisione, scoprivano quando la vittima sarebbe stata lontana da casa, magari per impegni di lavoro.

### Paris Hilton
Venne scelta come prima vittima vip perché considerata abbastanza stupida da lasciare la porta di casa aperta. Lee e Prugo, la prima volta, si recarono alla villa da soli. Dopo aver suonato il campanello per verificare che non ci fosse nessuno in casa, trovarono la chiave d'ingresso sotto lo zerbino, ma non fu necessario usarla poiché la porta d'ingresso era già aperta. La banda svaligiò questa abitazione in altre cinque occasioni, ma Hilton si accorse e denunciò i furti solo dopo che Lopez le sottrasse due milioni di dollari in gioielli.

### Audrina Patridge
Derubata nella notte del 22 febbraio 2009, durante la cerimonia degli Oscar, Patridge pubblicò sul proprio sito internet il video dei ladri in azione registrato dalla sua telecamera di sorveglianza. Nonostante ciò, i furti non cessarono.

### Rachel Bilson
Derubata dalle tre alle sei volte in soli due mesi nel 2009, Bilson si è vista sottrarre tra i 130 000 e i 300 000$ in beni di lusso. Alcuni degli oggetti sottratti vennero venduti dai membri della banda per poche centinaia di dollari lungo la strada pedonale di Venice Beach.

### Orlando Bloom e Miranda Kerr
Dopo aver aperto uno squarcio nella recinzione, la banda penetrò nell'abitazione impossessandosi di abiti di alta moda, opere d'arte, valigie e la collezione di orologi di Bloom.

### Brian Austin Green e Megan Fox
Da questa abitazione, tra le altre cose, venne sottratta una pistola semi-automatica poi trovata dalla polizia in possesso di Ajar.

### Lindsay Lohan
Il 23 agosto 2009, Lee, Prugo e Tamayo sottrassero 130 000$ in abiti e gioielleria dall'abitazione di Lohan a Hollywood Hills.

## Le indagini
Un informatore segreto avvisò la polizia che il furto nell'abitazione di Lindsay Lohan era stato eseguito da Lee e Prugo. Il volto di Prugo inoltre non era sfuggito alle videocamere di sorveglianza e grazie a Facebook fu semplice per gli inquirenti scoprire la sua amicizia con Lee. Prugo venne arrestato e, sebbene all'inizio negasse ogni suo coinvolgimento nella vicenda, alla fine confessò senza patteggiare, ammettendo la propria responsabilità anche per furti dei quali non era sospettato.
Due settimane dopo la confessione di Prugo, la polizia di Los Angeles arrestò anche Lee, Tamayo, Ames, Neiers e Lopez. Lee negò le accuse, avendo anche rimosso dalla casa del padre in Nevada, nella quale si era trasferita da qualche tempo, tutti gli oggetti rubati. La polizia trovò comunque in suo possesso un cappotto, delle foto in topless di Paris Hilton e 20.000 dollari in contanti in un barattolo, elementi sufficienti per incriminarla.
A capo delle indagini c'era il detective Brett Goodkin, che è stato anche consulente della regista Sofia Coppola per il suo adattamento cinematografico della vicenda.

## Le condanne
- Ajar è stato condannato a 3 anni di prigione, ma è stato rimesso in libertà dopo 1 anno.
- Neiers è stata condannata a 180 giorni di prigione e 3 anni di libertà vigilata. Le è stato inoltre imposto di restituire 600.000 dollari alle vittime. Aspetto curioso durante la sua detenzione è che Lindsay Lohan, una delle vittime dei furti, era incarcerata in quello stesso periodo nello stesso penitenziario.
- Lee è stata condannata a 4 anni di prigione, ma dopo 1 anno e 4 mesi è stata rilasciata sulla parola.
- Tamayo è stata condannata a 3 anni di libertà vigilata e a 60 giorni di servizi per la comunità.
- Lopez è stato condannato a 3 anni di libertà vigilata e 100 giorni di carcere, che ha già scontato.
- Ames è stata condannata a 3 anni di libertà vigilata e a 60 giorni di servizi per la comunità.
- Prugo è stato condannato a 2 anni di prigione, ma dopo 1 anno è uscito dal carcere per buona condotta.

## Adattamenti cinematografici
The Bling Ring è un film del network televisivo Lifetime che documenta le imprese della banda, trasmesso per la prima volta il 26 settembre 2011. Il cast vede Austin Butler nel ruolo di Zack Garvey (basato su Nicholas Prugo), Yin Chang nel ruolo di Natalie Kim (basato su Rachel Lee), Spencer Locke nel ruolo di Maddie Bishop (basato su Alexis Neiers), Tracey Fairaway nel ruolo di Cherry Cox (basato su Diana Tamayo) e Tom Irwin nel ruolo del detective Archie Fishman (basato sul detective Brett Goodkin). 
Del 2013 è invece Bling Ring (The Bling Ring), pellicola cinematografica diretta da Sofia Coppola. Paris Hilton ha dato il permesso alla regista di girare alcune scene del film all'interno della propria abitazione. Di seguito, il cast del film:
- Emma Watson (Nicki)
- Taissa Farmiga (Sam)
- Leslie Mann (Laurie)
- Israel Broussard (Marc)
- Katie Chang (Rebecca)
- Claire Julien (Chloe)
- Georgia Rock (Emily)